# Margarete Götz (Pädagogin)

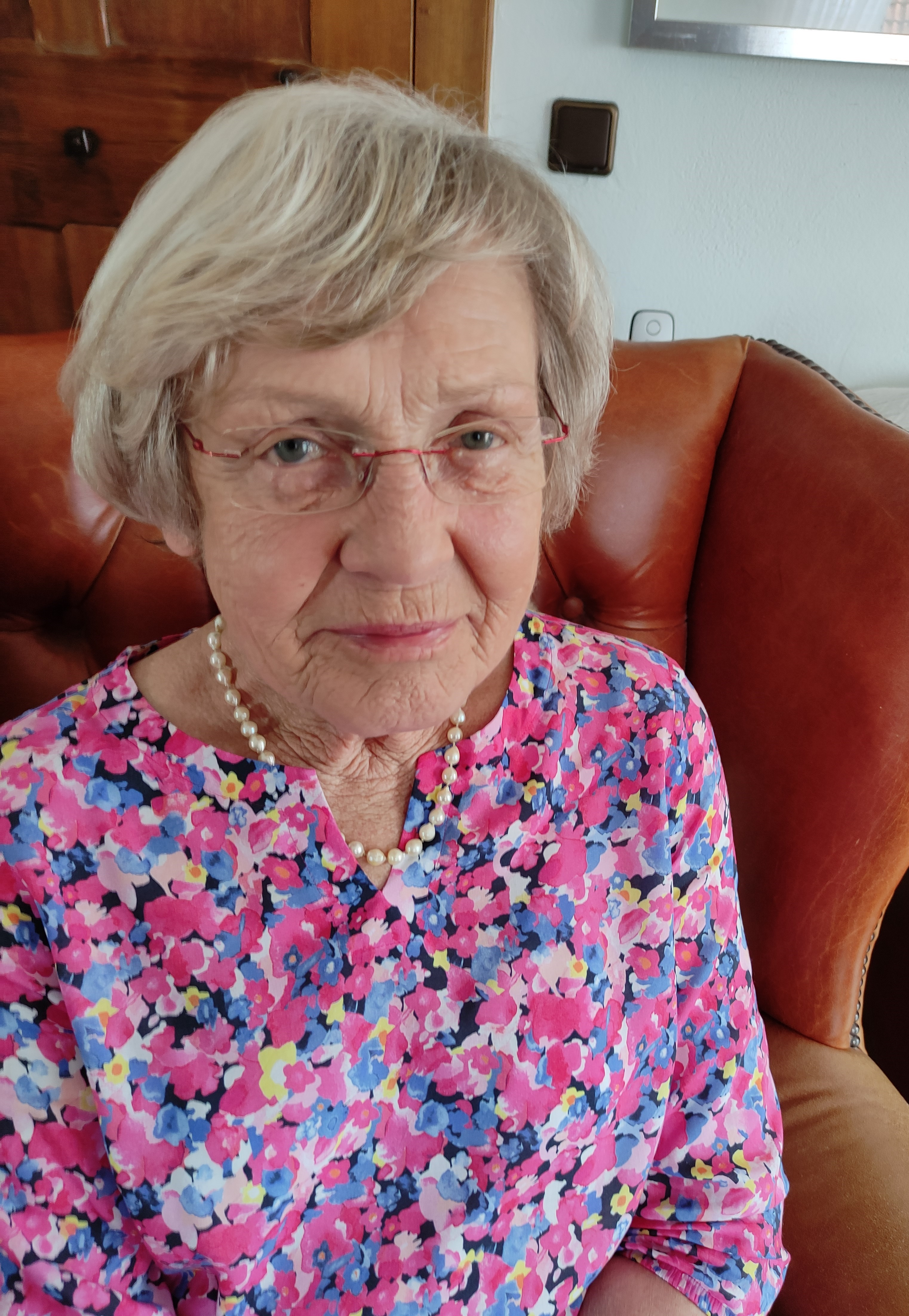
Margarete Götz (2024)

Margarete Götz (* 19. Februar 1951 in Wallenfels) ist eine deutsche Pädagogin und Hochschullehrerin. Sie war von 1998 bis 2017 Lehrstuhlinhaberin für Grundschulpädagogik und Grundschuldidaktik an der Universität Würzburg und von 2009 bis 2012 Vizepräsidentin der Universität. Der Schwerpunkt ihrer wissenschaftlichen Tätigkeit lag auf dem Gebiet der historischen Bildungsforschung im Bereich der Grundschulpädagogik. Sie wirkte in nationalen und internationalen wissenschaftlichen Expertenkommissionen zur Reform und Weiterentwicklung der Lehramtsausbildung mit.

## Leben und Wirken
Margarete Götz absolvierte von 1971 bis 1974 ein Studium für das Lehramt an Volksschulen an der Pädagogischen Hochschule Würzburg. Ab 1974 studierte sie die Fächer Pädagogik, Psychologie und Soziologie an der Julius-Maximilians-Universität Würzburg. Im Jahre 1978  wurde ihr der akademische Grad Diplom-Pädagogin verliehen.
Nach Abschluss des Dipom-Studienganges trat sie in den bayerischen Volksschuldienst ein und war nach Beendigung ihres Vorbereitungsdienstes als Lehramtsanwärterin mit Ablegung der Zweiten Staatsprüfung bis 1982 als Lehrerin tätig.
Im selben Jahr wechselte sie als Wissenschaftliche Mitarbeiterin an den Lehrstuhl für Grundschuldidaktik der Universität Würzburg. 1989 wurde sie mit der Dissertation Die Heimatkunde im Spiegel der Lehrpläne der Weimarer Republik zur Dr. phil. promoviert.
In der Zeit von 1990 bis 1994 war sie als Wissenschaftliche Assistentin dem Lehrstuhl zugeordnet.
Von 1994 bis 1995 nahm M. Götz die Aufgabe als Vertretungsprofessorin für die Didaktik des Sachunterrichts an der Technischen Universität Dresden wahr.
1996 habilitierte sie sich an der Universität Würzburg mit der Arbeit zum Thema Die Grundschule in der Zeit des Nationalsozialismus: Eine Untersuchung der inneren Ausgestaltung der vier unteren Jahrgänge der Volksschule auf der Grundlage amtlicher Maßnahmen.
Im Jahr 1995 wurde Margarete Götz   zur  Professorin für Schulpädagogik mit dem Schwerpunkt Grundschule an die Pädagogische Hochschule Karlsruhe berufen.
Im April 1998 folgte sie einem Ruf an den Lehrstuhl für Grundschulpädagogik und Grundschuldidaktik an die Universität Würzburg. Nach 19-jähriger Tätigkeit als Ordinaria wurde sie nach Beendigung des Wintersemesters 2016/2017 von ihren Aufgaben als Lehrstuhlinhaberin entpflichtet und in den Ruhestand versetzt. Von 2009 bis 2012 übte sie in Würzburg das Amt der Vizepräsidentin der Universität aus.
Der Schwerpunkt der wissenschaftlichen Arbeiten von Margarete Götz lag auf dem Gebiet der historischen Bildungsforschung. Sie thematisierte unterschiedliche Aspekte der Geschichte der Grundschule und des geschichtlichen Wandels von Kinderbildern in schulischen Kontexten.
Ihre wissenschaftliche Begleitung des baden-württembergischen Modellversuchs „Schulanfang auf neuen Wegen“ trug mit zur Konzeption der neuen Schuleingangsstufe bei, die bundesweit umgesetzt wurde. Götz wirkte in nationalen und internationalen wissenschaftlichen Expertenkommissionen zur Reform und Weiterentwicklung der Lehramtsausbildung mit. 2015 wurde sie erneut als Erste Vorsitzende der Kommission Grundschulforschung und Pädagogik der Primarstufe der Deutschen Gesellschaft für Erziehungswissenschaft (DGfE) gewählt. Dieses Amt hatte sie bereits von 2008 bis 2010 inne. Für ihre Verdienste um die Lehrerbildung und die Grundschulpädagogik wurde 2015 Götz der Bayerische Verdienstorden verliehen.
An der Universität Würzburg war sie in vielfältiger Weise engagiert. Sie war unter anderem Prodekanin und Dekanin der Philosophischen Fakultät sowie Frauenbeauftragte. Als Gründungs- und Vorstandsmitglied war sie maßgeblich an der Einrichtung des Zentrums für Lehrerbildung und Bildungsforschung (Professional School of Education) beteiligt. Im Jahr 2004 initiierte sie die „Kinderuni“ mit und rief 2010 die „Schüleruni“ ins Leben. Für ihre besonderen Verdienste um die Universität verlieh die JMU der ehemaligen Vizepräsidentin Margarete Götz auf dem Stiftungsfest 2018 die Bene Merenti-Medaille in Gold der Universität Würzburg.
2018 wurde Götz in den Ethikrat der Deutschen Gesellschaft für Erziehungswissenschaft sowie in den Universitätsrat der Universität Erfurt berufen und gehörte seit 2019 dem neukonstituierten Universitätsrat an, zu dessen Vorsitzenden sie gewählt wurde. Ihre Amtszeit als Vorsitzende des Universitätsrates endete am 30. September 2023.
Zum Ende des Jahres 2021 schied M. Götz aus dem Herausgeberkreis der Zeitschrift für Grundschulforschung auf eigenen Wunsch aus. In den Jahren 2006/07 hatte sie die Gründung dieser Fachzeitschrift angeregt, um für hoch qualitative Forschungsergebnisse im Bereich Grundschulpädagogik eine eigene Publikationsmöglichkeit zu schaffen. Seit ihrer Initiierung der Zeitschrift war sie geschäftsführend tätig und begleitete mit großer Fachkompetenz kritisch die Herausgabe. Ihre großen Verdienste um die Weiterentwicklung des Periodikums wurden in dem Artikel „In eigener Sache“ gewürdigt.

## Werke (Auswahl)

### Monografien (Hochschulschriften)
- Die Heimatkunde im Spiegel der Lehrpläne der Weimarer Republik. 1. Auflage. Lang, Frankfurt am Main; Bern; New York; Paris 1989, ISBN 978-3-631-42025-6 (Zugleich: Würzburg, Univ., Diss., 1989).
- Die Grundschule in der Zeit des Nationalsozialismus: Eine Untersuchung der inneren Ausgestaltung der vier unteren Jahrgänge der Volksschule auf der Grundlage amtlicher Maßnahmen. 1. Auflage. Klinkhardt, Bad Heilbrunn 1997, ISBN 978-3-7815-0899-6 (Zugleich: Würzburg, Univ., Habil.-Schr., 1996).

### Buchbeiträge (Auswahl)
- Von der Heimatkunde zum Sachunterricht – Auf dem Weg zu einem offenen und pluralistischen Konzept. In: Dieter Haarmann (Hrsg.): Handbuch Grundschule Bd. 2: Fachdidaktik: Inhalte und Bereiche grundlegender Bildung. 3. Auflage. Beltz, Weinheim; Basel 1997, S. 236–246, ISBN 3-407-62146-9.
- mit Uwe Sandfuchs: Geschichte der Grundschule. In: Wolfgang Einsiedler; Margarete Götz; Hartmut Hacker; Joachim Kahlert; Rudolf Keck; Uwe Sandfuchs (Hrsg.): Handbuch der Grundschulpädagogik und Grundschuldidaktik. 4. Auflage. Klinkhardt, Bad Heilbrunn 2001, S. 13–30, ISBN 3-7815-0959-1.
- Die neue Schuleingangsstufe in Deutschland: Alter Wein in neuen Schläuchen? In: Gabriele Faust; Margarete Götz; Hartmut Hacker; Hans-Günther Roßbach (Hrsg.): Anschlussfähige Bildungsprozesse im Elementar- und Primarbereich. 1. Auflage. Klinkhardt, Bad Heilbrunn/Obb. 2004, S. 254–272, ISBN 3-7815-1265-7.
- Verbalzeugnisse in der Grundschule – Anspruch und Realisierung. In: Margarete Götz; Andreas Nießeler (Hrsg.): Leistung fördern – Förderung leisten. 1. Auflage. Auer, Donauwörth 2005, S. 78–92, ISBN 3-403-04412-2.
- Zur Geschichte des Sachunterrichts. In: Joachim Kahlert; Maria Fölling-Albers; Margarete Götz; Andreas Hartinger; Dietmar von Reeken; Steffen Wittkowske (Hrsg.): Handbuch Didaktik des Sachunterrichts. 3. Auflage. Klinkhardt, Bad Heilbrunn 2007, S. 220–230, ISBN 978-3-7815-1508-6.
- Kindorientierung – ein gesellschaftsabstinenter Anspruch der Grundschule? In: Friederike Heinzel (Hrsg.): Generationenvermittlung in der Grundschule. 1. Auflage. Klinkhardt, Bad Heilbrunn 2011, S. 26–39, ISBN 978-3-7815-1814-8.
- Das schulreife Kind – historische Rekonstruktionen zur Normierung kindlicher Entwicklung. In: Wolfgang Einsiedler; Margarete Götz; Christian Ritzi; Ulrich Wiegmann (Hrsg.): Grundschule im historischen Prozess. Zur Entwicklung von Bildungsprogramm, Institution und Disziplin in Deutschland. 1. Auflage. Klinkhardt, Bad Heilbrunn 2012, S. 97–117, ISBN 978-3-7815-1837-7.
- Schuleingangsstufe. In: Wolfgang Einsiedler; Margarete Götz; Andreas Hartinger; Friederike Heinzel; Joachim Kahlert; Uwe Sandfuchs (Hrsg.): Handbuch der Grundschulpädagogik und Grundschuldidaktik. 4. Auflage. Klinkhardt, Bad Heilbrunn 2014, S. 82–92, ISBN 978-3-8252-8444-2.
- mit Michaela Vogt, Agnetha Floth, Lisa Sauer: Zwischen Primarschulfähigkeit und Hilfsschulbedürftigkeit. In: Katrin Linders; Brunhild Landwehr; Anne Marquardt; Kezia Schlotter (Hrsg.): Lernprozessbegleitung und adaptive Lerngelegenheiten im Unterricht der Grundschule. Forschungsbezogene Beiträge. 1. Auflage. Springer VS, Wiesbaden 2015, S. 57–72, ISBN 978-3-658-11345-2.
- Grundschulpädagogik als Wissenschaft. Versuch einer Bilanzierung für die Zukunft. In: Susanne Miller; Birgit Holler-Nowitzki; Brigitte Kottmann; Svenja Lesemann; Birte Letmathe-Henkel; Nikolaus Meyer; Rene Schroeder; Katrin Velten (Hrsg.): Profession und Disziplin. Grundschulpädagogik im Diskurs. 1. Auflage. Springer VS, Wiesbaden 2018, S. 22–38, ISBN 978-3-658-13501-0.
- Die Entwicklung der Institution Grundschule. In: Bernd Dühlmeier; Uwe Sandfuchs (Hrsg.): 100 Jahre Grundschule. Geschichte – aktuelle Entwicklungen – Perspektiven. 1. Auflage. Klinkhardt, Bad Heilbrunn 2019, S. 33–47, ISBN 978-3-7815-2348-7.
- Die Geschichtsschreibung der Grundschule – eine Mythenpflege? In: Nadine Böhme; Benjamin Dreer; Heike Hahn; Sigrid Heinecke; Gerd Mannhaupt; Sandra Tänzer (Hrsg.): Mythen, Widersprüche und Gewissheiten der Grundschulforschung. Eine wissenschaftliche Bestandsaufnahme nach 100 Jahren. 1. Auflage. Springer VS, Wiesbaden 2021, S. 11–24, ISBN 978-3-658-31736-2.

### Herausgeberschaften
- Leitlinien der Grundschularbeit. Festschrift für Elisabeth Neuhaus-Siemon zum 65. Geburtstag. 1. Auflage. Vaas, Langenau-Ulm 1994, ISBN 3-88360-109-8.
- Zwischen Sachbildung und Gesinnungsbildung. Historische Studien zum heimatkundlichen Unterricht. 1. Auflage. Klinkhardt, Bad Heilbrunn 2003, ISBN 3-7815-1260-6.
- Auffällige Kinder in der Grundschule. 1. Auflage. Auer, Donauwörth 2004, ISBN 978-3-403-04016-3.

### Mitherausgeberschaften (Auswahl)
- mit Karin Müller (Hrsg.): Grundschule zwischen den Ansprüchen der Individualisierung und Standardisierung. Jahrbuch Grundschulforschung Bd. 9. 1. Auflage. VS, Wiesbaden 2005, ISBN 3-531-14814-1.
- mit Johannes Jung (Hrsg.): Anspruchsvolles Lernen in der Grundschule. 1. Auflage. Lit, Berlin 2008, ISBN 978-3-8258-1188-4.
- mit Wolfgang Einsiedler; Andreas Hartinger; Friederike Heinzel; Joachim Kahlert; Uwe Sandfuchs (Hrsg.): Handbuch Grundschulpädagogik und Grundschuldidaktik. 4. ergänzte und aktualisierte Auflage. Klinkhardt, Bad Heilbrunn 2014, ISBN 978-3-8252-8577-7.
- mit Michaela Vogt (Hrsg.): Schulwissen für und über Kinder: Beiträge zur historischen Primarschulforschung. 1. Auflage. Klinkhardt, Bad Heilbrunn 2016, ISBN 978-3-7815-2106-3.
- mit Joachim Kahlert; Maria Fölling-Albers; Andreas Hartinger; Susanne Miller; Steffen Wittkowske (Hrsg.): Handbuch Didaktik des Sachunterrichts. 3. überarb. Auflage. Klinkhardt, Bad Heilbrunn 2022, ISBN 978-3-8385-8801-8.
- mit Susanne Miller; Michaela Vogt (Hrsg.): Ein Jahrhundert Grundschule. Zur Geschichte der Basisinstitution des deutschen Schulsystems. 1. Auflage. Springer VS, Wiesbaden 2023, ISBN 978-3-658-31057-8.

### Periodikum (Mitherausgeberin)
- mit Georg Breidenstein; Maria Fölling-Albers; Andreas Hartinger; Friederike Heinzel; Gisela Kammermeyer; Michaela Vogt (Hrsg.): Zeitschrift für Grundschulforschung (ZfG). Journal for Primary Education Research. 1. Ausgabe. Klinkhardt, Bad Heilbrunn 2008 ff.[10]

### Beiträge in Fachzeitschriften (Auswahl)
- Von geschlossenen zu offenen Lernsituationen im Sachunterricht der Grundschule. In: Pädagogische Welt 41 (1987) 12, S. 537–543.
- Leistungserziehung und -bewertung in der Grundschule. In: Lehrer-Journal.Grundschulmagazin 6 (1991) 5, S. 8–10.
- Realisierungsmöglichkeiten offenen Unterrichts. In: Bayerische Schule 45 (1992) 5, S. 15–18.
- Die öffentliche Ideologie und die Ideologisierung der Grundschule in der Zeit des Nationalsozialismus. In: Zeitschrift für Pädagogik 38. Beiheft: Bildung, Öffentlichkeit und Demokratie. Hrsg. von Jürgen Oelkers; Fritz Osterwalder; Heinz Rhyn. Beltz, Weinheim; Basel (1998), S. 209–224.
- mit Elisabeth Neuhaus-Siemon: Die Bedeutung der historischen Grundschulforschung für die Grundschulpädagogik. In: Grundschule 30 (1998) 7/8, S. 62–65.
- Schulautonomie – problemhaltige Forderung der Reformdebatte. Elisabeth Neuhaus-Siemon zum 70. Geburtstag. In: Grundschule 31 (1999) 9, S. 47–49.
- Entwicklung und Status der universitären Grundschulpädagogik und -didaktik. In: Zeitschrift für Pädagogik 46 (2000) 4, S. 525–539.
- Primarstufendidaktik und Allgemeine Didaktik. In: Beiträge zur Lehrerbildung 22 (2004) 2, S. 179–190.
- Antiintellektualismus in der deutschen Volksschullehrerbildung. In: Zeitschrift für pädagogische Historiographe 14 (2008) 2, S. 91–93.
- mit Michaela Vogt: Professionswissen über Unterstufenschüler in der DDR. In: Zeitschrift für Grunschulforschung. Bildung im Elementar- und Primarbereich 7 (2014) 1, S. 151–167.
- mit Katrin Liebers: Schuleingangsdiagnostik im Ost-West-Vergleich in Deutschland 1949 bis 1990. In: Zeitschrift für Grundschulforschung. Bildung im Elementar- und Primarbereich 12 (2019) 2, S. 305–327.
- mit Katrin Liebers: Die Begutachtung von Schulanfängern und Schulanfängerinnen mittels diagnostischer Verfahren (1920–1960). In: Zeitschrift für Pädagogik 69 (2023) 2, S. 200–212.[11]